# Bistum Bonfim
Das Bistum Bonfim (lat.: Dioecesis Bonfimensis) ist eine in Brasilien gelegene römisch-katholische Diözese mit Sitz in Senhor do Bonfim im Bundesstaat Bahia.

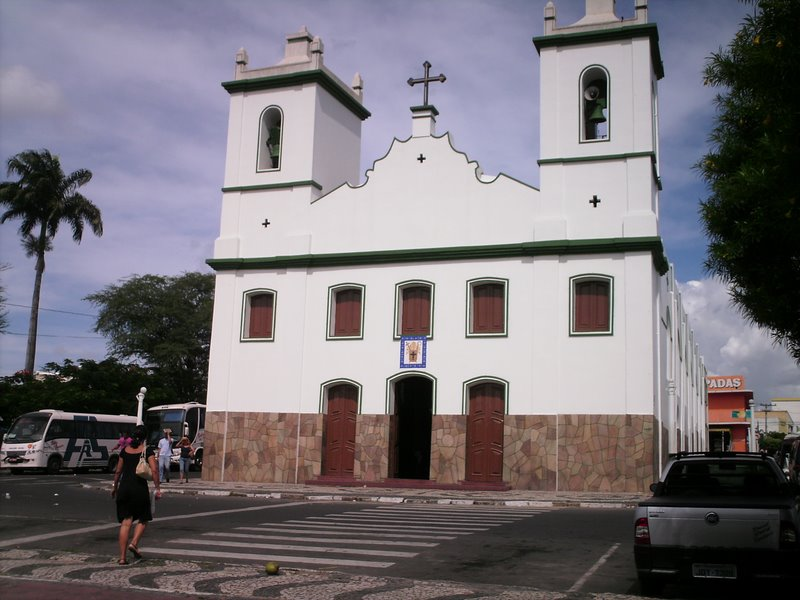
Kathedrale Senhor do Bonfim

## Geschichte
Das Bistum Bonfim wurde am 6. April 1933 durch Papst Pius XI. mit der Apostolischen Konstitution Ad aptius christifidelium aus Gebietsabtretungen des Erzbistums São Salvador da Bahia errichtet und diesem als Suffraganbistum unterstellt. Am 14. November 1959 gab das Bistum Bonfim Teile seines Territoriums zur Gründung des Bistums Ruy Barbosa ab. Eine weitere Gebietsabtretung erfolgte am 14. September 1971 zur Gründung des Bistums Paulo Afonso. Am 16. Januar 2002 wurde das Bistum Bonfim dem Erzbistum Feira de Santana als Suffraganbistum unterstellt.

## Bischöfe von Bonfim
- Hugo Bressane de Araújo, 1935–1940, dann Bischof von Guaxupé
- Henrique Hector Golland Trindade OFM, 1941–1948, dann Bischof von Botucatu
- José Alves de Sà Trindade, 1948–1956, dann Bischof von Montes Claros
- Antônio de Mendonça Monteiro, 1957–1972
- Jairo Rui Matos da Silva, 1974–2006
- Francisco Canindé Palhano, 2006–2018, dann Bischof von Petrolina
- Hernaldo Pinto Farias SSS, seit 2019